# Осло (Міннесота)
Осло (англ. Oslo) — місто (англ. city) в США, в окрузі Маршалл штату Міннесота. Населення — 239 осіб (2020).

## Географія
Осло розташоване за координатами 48°11′41″ пн. ш. 97°7′59″ зх. д. / 48.19472° пн. ш. 97.13306° зх. д. (48.194607, -97.133000).  За даними Бюро перепису населення США в 2010 році місто мало площу 0,98 км², з яких 0,93 км² — суходіл та 0,05 км² — водойми. В 2017 році площа становила 0,88 км², з яких 0,84 км² — суходіл та 0,04 км² — водойми.

## Демографія
Згідно з переписом 2010 року, у місті мешкало 330 осіб у 134 домогосподарствах у складі 82 родин. Густота населення становила 336 осіб/км².  Було 158 помешкань (161/км²).
Расовий склад населення:
| - 83,3 % — білих - 1,8 % — корінних американців - 0,3 % — азіатів - 13,0 % — осіб інших рас |

До двох чи більше рас належало 1,5 %. Частка іспаномовних становила 20,3 % від усіх жителів.
За віковим діапазоном населення розподілялося таким чином: 26,7 % — особи молодші 18 років, 53,9 % — особи у віці 18—64 років, 19,4 % — особи у віці 65 років та старші. Медіана віку мешканця становила 35,5 року. На 100 осіб жіночої статі у місті припадало 89,7 чоловіків;  на 100 жінок у віці від 18 років та старших — 96,7 чоловіків також старших 18 років.
Середній дохід на одне домашнє господарство  становив 56 951 долар США (медіана — 53 750), а середній дохід на одну сім'ю — 73 497 доларів (медіана — 78 750). За межею бідності перебувало 6,2 % осіб, у тому числі 0,0 % дітей у віці до 18 років та 13,6 % осіб у віці 65 років та старших.
Цивільне працевлаштоване населення становило 127 осіб. Основні галузі зайнятості: роздрібна торгівля — 19,7 %, виробництво — 11,8 %, транспорт — 9,4 %, сільське господарство, лісництво, риболовля — 8,7 %.